# Поэт, поющий песню возлюбленной
«Поэт, поющий песню возлюбленной», «Аллегория музыки» (?), прежнее название «Вакх и Ариадна» (нем. Bacchus und Ariadne) — мраморный горельеф работы итальянского скульптора Туллио Ломбардо (1455—1532). Создан около 1505/1510 годов. Хранится в Кунсткамере в Музее истории искусств, Вена (ин. номер УК 7471).
На горельефе изображена молодая пара, склонившая головы друг к другу, их взгляды направлены вдаль. Юноша с полуоткрытым ртом и движущимся адамовым яблоком, вероятно, поэт, девушка к нему прислушивается. Листок его поэтического венка легко касается её лба — его мысли вдохновляют её. Как и в поэтических картинах Джорджоне (1477—1510) или Тициана (1488/90—1576), похоже, темой является волшебный эффект лирической поэтической песни.
Горельеф считается одним из лучших пластических произведений венецианского Ренессанса и шедевром Ломбардо, который был ведущим скульптором в Венеции в 1500 году.